# یوآنا اورلئانسکا
یوآنا اورلئانسکا (لهستانی: Joanna Orleańska؛ زادهٔ ۵ ژوئیه ۱۹۷۴) بازیگر اهل لهستان است.
از فیلم‌ها یا مجموعه‌های تلویزیونی که وی در آن‌ها نقش داشته‌است، می‌توان به خانواده کوالسکی در برابر خانواده کوالسکی، کرکس، تلخ و شیرین، قانون حقیقی، عشق اول، در خوشی و سختی، پدر متیو، قانون حقیقی، ع چون عشق و بلفر اشاره نمود.